# Архиепархия Мбеи
Архиепархия Мбеи (лат. Archidioecesis Mbeyaënsis) — архиепархия Римско-Католической церкви с центром в городе Мбея, Танзания. В митрополию Мбеи входят епархии Иринги и Сумбаванги. Кафедральным собором епархии Мбеи является церковь Христа Царя.

## История
18 июля 1932 года Святой Престол учредил апостольскую префектуру Мбеи, выделив её из апостольской префектуры Кигомы (сегодня — Епархия Кигомы).
14 апреля 1949 года Римский папа Пий XII преобразовал апостольскую префектуру Мбеи в апостольский викариат.
25 марта 1953 года Римский папа Пий XII преобразовал апостольский викариат Мбеи в епархию.
25 марта 1972 года епархия Мбеи передала часть своей территории для учреждения епархии Сингиды.
21 декабря 2018 года римский папа Франциск возвёл епархию Мбеи в ранг архиепархии.

## Ординарии епархии
- епископ Max Theodor Franz Donders MAfr (1932—1938);
- епископ Ludwig Haag MAfr (1938—1947);
- епископ Antoon van Oorschoot MAfr(1947—1964);
- епископ James Dominic Sangu (1966—1996);
- епископ Evaristo Marc Chengula IMC (1996 — 21.11.2018);
- архиепископ Джервес Джон Мвасиквабхила Ньайсонга (с 21.12.2018 — по настоящее время).